# Petrell prió
Els petrells prions (Pachyptila) són un gènere d'ocells marins de la família dels procel·làrids (Procellariidae) i l'ordre dels procel·lariformes (Procellariiformes). Els membres d'aquest gènere estan molt relacionats amb Halobaena, amb els quals formen la tribu Prion.

## Descripció
Es tracta d'un grup molt homogeni quant a la descripció general, i es diferencien principalment pel bec. Són petrells menuts, amb una llargària al voltant de 26 cm i una envergadura de 410 – 455 mm. El plomatge de totes les espècies és d'un gris blavós per sobre, una miqueta més fosc al pili. Costats de la cara de color gris amb una taca negra darrere i sota l'ull. Un dibuix negre en forma de W a la cara dorsal de les ales. Blanc per sota de les ales. Cua amb forma de tascó, grisa amb una franja terminal negra. Bec gris blavós i potes negres.

## Hàbits
Sol volar molt a prop de l'aigua, amb un vol ràpid i erràtic, en ziga-zaga. Normalment formen esbarts.

## Hàbitat i distribució
Són animals pelàgics que crien en illes subantàrtiques, desplaçant-se cap a zones més temperades en altres èpoques. Hi ha una espècie que habita zones tropicals.

## Alimentació
Mengen plàncton que filtren mitjançant unes plaques que tenen al bec. Les grans diferències en la grandària del bec fa pensar en una certa variació en la dieta.

## Taxonomia
Es classifiquen en 6 espècies:
- Petrell prió becfí (Pachyptila belcheri).
- Petrell prió becgròs (Pachyptila crassirostris).
- Petrell prió antàrtic (Pachyptila desolata).
- Petrell prió de Salvin (Pachyptila salvini).
- Petrell prió beccurt (Pachyptila turtur).
- Petrell prió becample (Pachyptila vittata).